# Победа веры
«Победа веры» (нем. Der Sieg des Glaubens, 1933) — пропагандистский фильм о съезде Национал-социалистической рабочей партии Германии в Нюрнберге в 1933 году. Премьера состоялась 1 декабря 1933 года в кинотеатре «Уфа-Паласт ам Цоо» в Берлине. После подавления так называемого путча Рёма фильм был изъят из проката и долгое время считался утерянным. Его копия была обнаружена в 1986 году.

## Фильм
Снятые до 1933 года фильмы о съездах НСДАП не удовлетворяли повышенным требованиям качества, что отчасти объяснялось слабым оснащением, а также недостатком опыта и мастерства операторов и продюсеров. Тот факт, что первый фильм о съезде партии после её прихода к власти был поручен Лени Рифеншталь, свидетельствует о стремлении заказчиков добиться высокого качества пропаганды идей национал-социализма. Гитлер находился под большим впечатлением от её фильма Голубой свет, а Геббельс считал, что Рифеншталь была «из всех звёзд единственной, кто нас понимает», так что её назначение могло удивить лишь потому, что до этого она никогда не занималась документальным кино. Но даже если в этом жанре она была дебютанткой, Рифеншталь могла рассчитывать на большой опыт таких кинооператоров, как Зепп Альгайер, Франц Ваймайр и Вальтер Френц. Наиболее удачные сцены в «Победе веры», в которых были испробованы позднее усовершенствованные мотивы, связаны прежде всего с операторской работой – рассвет в экспозиции, приезд Гитлера в город и парад на рыночной площади.
Ещё до премьеры фильм «Победа веры» был заявлен как пример «новой формы». В интервью газете «Фильм-Курир» от 25 ноября 1933 года Рифеншталь говорила: «Главная трудность состояла в том, что (…) этот большой фильм движения надо было выстроить ритмически». Марши, речи и смотры должны были привлечь широкий круг зрителя. В результате «Победа веры» стал первым фильмом, который партия расхваливала не как кинорепортаж о партийном съезде, а как адекватное ему художественное явление.